# Alfons V van Aragón
Alfons de Grootmoedige K.G. (Medina del Campo, 1396 – Napels, 27 juni 1458) was vanaf 1416 de koning van Aragón (als Alfons V), Valencia (als Alfons III), Majorca, Sardinië en Corsica (als Alfons II), van Sicilië (als Alfons I) en graaf van Barcelona (als Alfons IV). In 1442 tot zijn dood werd hij tevens koning van Napels (als Alfons I). Hij was een van de belangrijkste figuren van de vroege renaissance en een ridder van de Orde van de Draak. In 1445 werd hij ridder in de Orde van het Gulden Vlies.

## Biografie
Op 28 juni 1412 werd hij de rechtmatige troonopvolger voor Aragón toen zijn vader volgens het Compromis van Caspe werd uitgeroepen tot koning. Op 12 juni 1415 trouwde hij met zijn nicht Maria, dochter van Hendrik III van Castilië en Catharina van Lancaster.
Op 2 april 1416 werd hij, na het overlijden van zijn vader, koning van Aragón en van de overige koninkrijken waarover zijn vader geregeerd had (de kroon van Aragon). Alfons was om economische redenen vooral geïnteresseerd in de eilanden tussen het Iberisch Schiereiland en het Apennijns Schiereiland en het zuiden van wat tegenwoordig Italië is. 
In 1420 kocht hij het Koninkrijk Sardinië en viel hij Corsica aan. De heerschappij over Corsica werd door Alfons en de Republiek Genua betwist. Hij vertrok met een leger uit Spanje in mei dat jaar, landde bij Alghero in juni en onderwierp met militair geweld de opstandige Corsicanen, die door Genua werden gesteund. Hij veroverde Calvi in september en belegerde Bonifacio. In 1433 werd hij door de Genuezen en de plaatselijke bevolking van Corsica verdreven.
In 1421 kwam de kinderloze koningin Johanna II van Napels in conflict met Paus Martinus V haar leenheer. Ze weigerde op advies van haar eerste minister de paus te ondersteunen bij opbouw van het pauselijk leger. De paus gaf daarop Lodewijk III van Anjou een vrijgeleide om het koninkrijk te veroveren. Om het grondgebied te verdedigen riep Johanna de hulp in van Alfons en beloofde hem tot haar erfgenaam te zullen benoemen. In 1423 liet Alfons de raadsman en geliefde van Johanna, Giovanni Caracciolo arresteren en werd onterfd. Datzelfde jaar werd hij teruggeroepen naar Spanje, omdat zijn broer Hendrik van Aragón in de problemen was gekomen, hij had namelijk de Castiliaanse troon opgeëist en zat nu in gevangenschap. Alfons liet zijn andere broer Peter van Aragón achter in Napels als hoofd van de troepen. Op weg naar Spanje plunderde hij Marseille, eigendom van Lodewijk III van Anjou.
De koningin trok zich terug naar de burcht van Aversa en benoemde alsnog Lodewijk tot erfgenaam. De anti-Aragonese coalitie werd verder versterkt door de Milanese hertog Filippo Maria Visconti. De Genovese vloot voer onder leiding van Filippo Maria Visconti naar de zuidelijke Tyrreense Zee en veroverde Gaeta, Procida, Castellammare del Golfo en Sorrento. Daarna sloegen de troepen in 1424 hun beleg op rondom Napels, dat verdedigd werd door Peter van Aragón. De stad viel in april 1424 en Peter vluchtte in augustus naar Sicilië. Napels werd opnieuw bezet door Johanna II met hulp van Lodewijk III. Ondertussen werd de feitelijke koninklijke macht steeds meer in handen van Gianni Caracciolo getrokken.
In 1432 kreeg hij opnieuw een kans om Napels te veroveren toen Caracciolo via een samenzwering werd vermoord. Alfons probeerde opnieuw om de gunst van de koningin te verwerven, maar dit mislukte.
Toen Johanna in 1435 stierf en Lodewijks broer René I van Anjou op de Napolitaanse troon kwam, besloot Alfons opnieuw aan te vallen. Enige andere Italiaanse staten werkten hem echter tegen en hij werd op 5 augustus door de Genuezen verslagen, gevangengenomen en uitgeleverd aan Filippo Maria Visconti. Deze liet hem en zijn volgelingen in februari 1436 vrij, nadat de Corts Catalanes, onder het presidentschap van kanunnik Peter van Palou en op aandringen van koningin Maria het losgeld van 30.000 dukaten bijeengekregen hadden.
Op 12 juli 1442 lukte het Alfons eindelijk definitief in Napels aan de macht te komen en in 1443 vestigde hij er ook zijn hof. Alfons was de bouwheer van het Castelnuovo waarin de ingangspoort een triomfboog voor hemzelf en de verovering van de Napolitaanse troon voorstelt. Hij keerde - ondanks een opstand en oorlog met Castilië - nooit meer naar Spanje terug en liet de regering aldaar over aan zijn broer Johan. Om de steun van paus Eugenius IV - die suzereiniteit over Napels had - te verwerven, schaarde Alfons zich aan diens kant en verliet de zijde van tegenpaus Felix V, die hij aanvankelijk had gesteund.

## Spanje

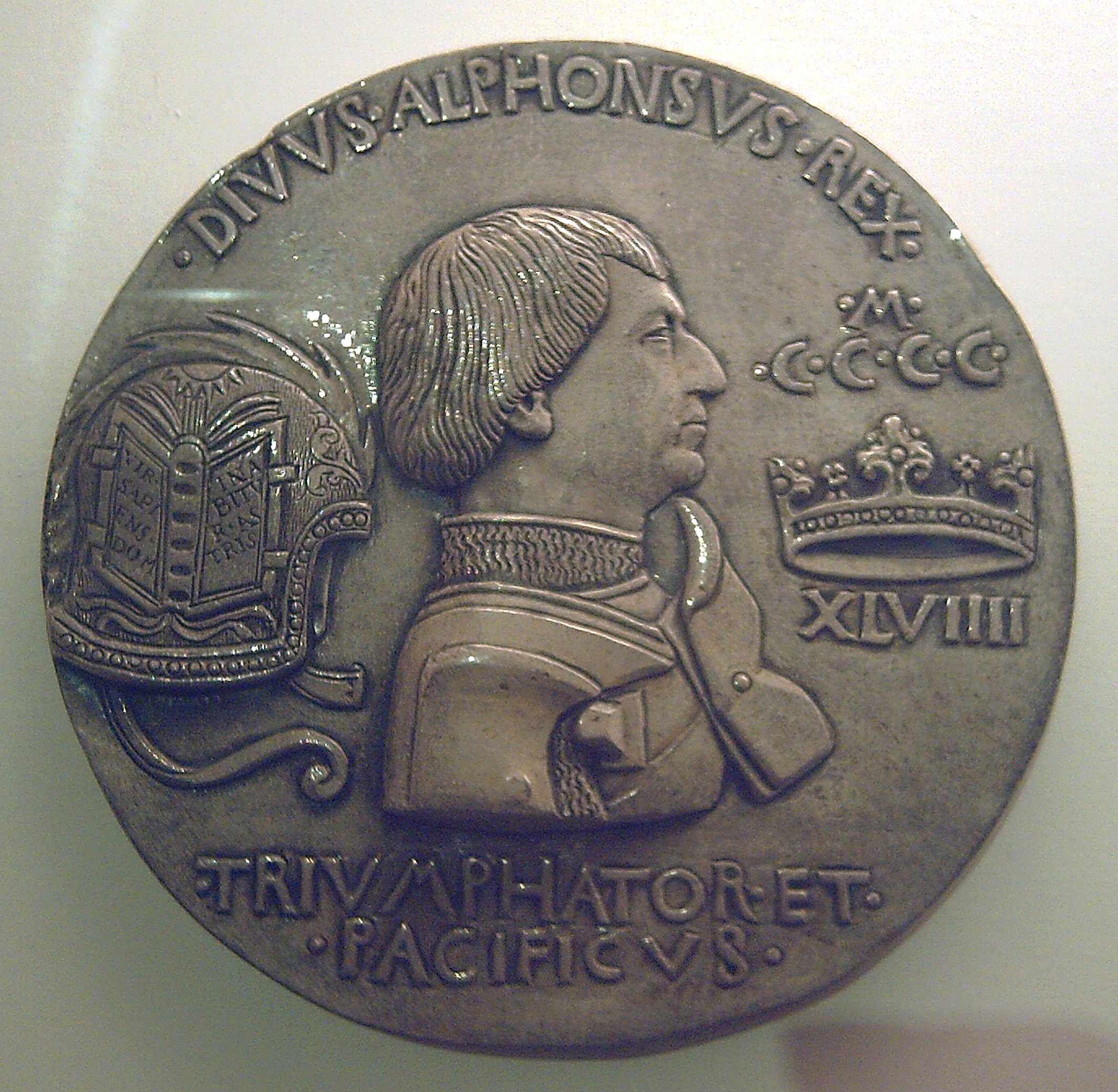
zilveren medaille door Pisanello

Toen Ferdinand I van Aragón stierf liet hij ook bezittingen na in Castilië waar zijn zonen aanspraak op konden maken. Alfons hoopte dat zijn broer Johan tevreden zou zijn met het gouverneurschap over Navarra. Daarom regelde hij een huwelijk tussen Johan en de troonopvolger, Blanca I van Navarra, dat in 1420 werd voltrokken. Johan werd zo koning-gemaal maar was niet tevreden met deze positie. Zijn zoon Karel van Viana, uit zijn huwelijk met Blanca, maakte ook aanspraak op de troon van Navarra.
De regering van Aragón liet Alfons tijdens zijn veelvuldige afwezigheid over aan zijn vrouw Maria. Na de verovering van Napels vestigde hij zijn hof aldaar en keerde nooit meer naar Spanje terug.
Midden in de 17de eeuw liet de toenmalige onderkoning van Napels, Peter Anton van Aragon, zijn stoffelijk overschot overbrengen naar de abdij van Poblet, waar hij een monumentaal graf liet oprichten.

## Cultuur
Alfons ging om met humanisten en steunde kunst en - Spaanse - literatuur. Hij was een zeer groot liefhebber van klassieke schrijvers als Livius en Julius Caesar en zou zelfs een keer van een ziekte genezen zijn door zich uit de biografie van Alexander III de Grote van Quintus Curtius Rufus te laten voorlezen. Desondanks had hij een weinig verfijnde smaak. Hij stierf op 27 juni 1458 en werd in overeenstemming met zijn testament in de Spaanse landen opgevolgd door zijn broer Johan en in Napels door zijn bastaardzoon Ferdinand.

## Nageslacht
Het huwelijk tussen Maria en Alfons bleef kinderloos. Alfons had drie minnaressen:
- Margarita van Hijar, dochter van Juan Fernández de Hijar, baron van Hijar, heer van Belchite,

met wie hij een kind had:
- Ferdinand I van Napels (1423-1494), die zijn vader opvolgde als koning van Napels in 1458
- Giraldona Carlino,

met wie hij twee kinderen kreeg:
- Maria van Aragón (? - 1449), getrouwd met Lionello d'Este
- Eleonora van Aragón
- Lucrezia d'Alagno (ca. 1430–1479)

## Kwartierstaat (voorouders)
| Hendrik II van Castilië (1334-1379) | Hendrik II van Castilië (1334-1379) | Hendrik II van Castilië (1334-1379) | Hendrik II van Castilië (1334-1379) | Hendrik II van Castilië (1334-1379) | Hendrik II van Castilië (1334-1379) | Johanna Emmanuella van Castilië (1339-1381) | Johanna Emmanuella van Castilië (1339-1381) | Johanna Emmanuella van Castilië (1339-1381) | Johanna Emmanuella van Castilië (1339-1381) | Johanna Emmanuella van Castilië (1339-1381) | Johanna Emmanuella van Castilië (1339-1381) |                                    |                                    | Peter IV van Aragón (1319-1387)    | Peter IV van Aragón (1319-1387)    | Peter IV van Aragón (1319-1387) | Peter IV van Aragón (1319-1387) | Peter IV van Aragón (1319-1387) | Peter IV van Aragón (1319-1387) | Eleonora van Sicilië (1325-1374) | Eleonora van Sicilië (1325-1374) | Eleonora van Sicilië (1325-1374) | Eleonora van Sicilië (1325-1374) | Eleonora van Sicilië (1325-1374) | Eleonora van Sicilië (1325-1374) |                                |                                | Alfons XI van Castilië (1311-1350) | Alfons XI van Castilië (1311-1350) | Alfons XI van Castilië (1311-1350) | Alfons XI van Castilië (1311-1350) | Alfons XI van Castilië (1311-1350) | Alfons XI van Castilië (1311-1350) | Leonor Núñez de Guzmán (1310-1351) | Leonor Núñez de Guzmán (1310-1351) | Leonor Núñez de Guzmán (1310-1351) | Leonor Núñez de Guzmán (1310-1351) | Leonor Núñez de Guzmán (1310-1351)       | Leonor Núñez de Guzmán (1310-1351)       |                                          |                                          | Peter I van Portugal (1320-1367)         | Peter I van Portugal (1320-1367)         | Peter I van Portugal (1320-1367)     | Peter I van Portugal (1320-1367)     | Peter I van Portugal (1320-1367)     | Peter I van Portugal (1320-1367)     | Inês de Castro (1325-1355)           | Inês de Castro (1325-1355)           | Inês de Castro (1325-1355)    | Inês de Castro (1325-1355)    | Inês de Castro (1325-1355)    | Inês de Castro (1325-1355)    |  |  |  |  |  |  |  |  |  |  |  |  |  |  |  |  |  |  |  |  |  |  |  |  |  |  |  |  |  |  |  |  |  |  |  |  |  |  |  |  |  |  |  |  |  |  |  |  |
| Hendrik II van Castilië (1334-1379) | Hendrik II van Castilië (1334-1379) | Hendrik II van Castilië (1334-1379) | Hendrik II van Castilië (1334-1379) | Hendrik II van Castilië (1334-1379) | Hendrik II van Castilië (1334-1379) | Johanna Emmanuella van Castilië (1339-1381) | Johanna Emmanuella van Castilië (1339-1381) | Johanna Emmanuella van Castilië (1339-1381) | Johanna Emmanuella van Castilië (1339-1381) | Johanna Emmanuella van Castilië (1339-1381) | Johanna Emmanuella van Castilië (1339-1381) |                                    |                                    | Peter IV van Aragón (1319-1387)    | Peter IV van Aragón (1319-1387)    | Peter IV van Aragón (1319-1387) | Peter IV van Aragón (1319-1387) | Peter IV van Aragón (1319-1387) | Peter IV van Aragón (1319-1387) | Eleonora van Sicilië (1325-1374) | Eleonora van Sicilië (1325-1374) | Eleonora van Sicilië (1325-1374) | Eleonora van Sicilië (1325-1374) | Eleonora van Sicilië (1325-1374) | Eleonora van Sicilië (1325-1374) |                                |                                | Alfons XI van Castilië (1311-1350) | Alfons XI van Castilië (1311-1350) | Alfons XI van Castilië (1311-1350) | Alfons XI van Castilië (1311-1350) | Alfons XI van Castilië (1311-1350) | Alfons XI van Castilië (1311-1350) | Leonor Núñez de Guzmán (1310-1351) | Leonor Núñez de Guzmán (1310-1351) | Leonor Núñez de Guzmán (1310-1351) | Leonor Núñez de Guzmán (1310-1351) | Leonor Núñez de Guzmán (1310-1351)       | Leonor Núñez de Guzmán (1310-1351)       |                                          |                                          | Peter I van Portugal (1320-1367)         | Peter I van Portugal (1320-1367)         | Peter I van Portugal (1320-1367)     | Peter I van Portugal (1320-1367)     | Peter I van Portugal (1320-1367)     | Peter I van Portugal (1320-1367)     | Inês de Castro (1325-1355)           | Inês de Castro (1325-1355)           | Inês de Castro (1325-1355)    | Inês de Castro (1325-1355)    | Inês de Castro (1325-1355)    | Inês de Castro (1325-1355)    |  |  |  |  |  |  |  |  |  |  |  |  |  |  |  |  |  |  |  |  |  |  |  |  |  |  |  |  |  |  |  |  |  |  |  |  |  |  |  |  |  |  |  |  |  |  |  |  |
|                                     |                                     |                                     |                                     |                                     |                                     |                                             |                                             |                                             |                                             |                                             |                                             |                                    |                                    |                                    |                                    |                                 |                                 |                                 |                                 |                                  |                                  |                                  |                                  |                                  |                                  |                                |                                |                                    |                                    |                                    |                                    |                                    |                                    |                                    |                                    |                                    |                                    |                                          |                                          |                                          |                                          |                                          |                                          |                                      |                                      |                                      |                                      |                                      |                                      |                               |                               |                               |                               |  |  |  |  |  |  |  |  |  |  |  |  |  |  |  |  |  |  |  |  |  |  |  |  |  |  |  |  |  |  |  |  |  |  |  |  |  |  |  |  |  |  |  |  |  |  |  |  |
|                                     |                                     |                                     |                                     | Johan I van Castilië (1358-1390)    | Johan I van Castilië (1358-1390)    | Johan I van Castilië (1358-1390)            | Johan I van Castilië (1358-1390)            | Johan I van Castilië (1358-1390)            | Johan I van Castilië (1358-1390)            |                                             |                                             |                                    |                                    |                                    |                                    | Eleonora van Aragón (1358-1382) | Eleonora van Aragón (1358-1382) | Eleonora van Aragón (1358-1382) | Eleonora van Aragón (1358-1382) | Eleonora van Aragón (1358-1382)  | Eleonora van Aragón (1358-1382)  |                                  |                                  |                                  |                                  |                                |                                |                                    |                                    |                                    |                                    | Sancho van Castilië (1342-1374)    | Sancho van Castilië (1342-1374)    | Sancho van Castilië (1342-1374)    | Sancho van Castilië (1342-1374)    | Sancho van Castilië (1342-1374)    | Sancho van Castilië (1342-1374)    |                                          |                                          |                                          |                                          |                                          |                                          | Beatrix van Alburquerque (1347—1381) | Beatrix van Alburquerque (1347—1381) | Beatrix van Alburquerque (1347—1381) | Beatrix van Alburquerque (1347—1381) | Beatrix van Alburquerque (1347—1381) | Beatrix van Alburquerque (1347—1381) |                               |                               |                               |                               |  |  |  |  |  |  |  |  |  |  |  |  |  |  |  |  |  |  |  |  |  |  |  |  |  |  |  |  |  |  |  |  |  |  |  |  |  |  |  |  |  |  |  |  |  |  |  |  |
|                                     |                                     |                                     |                                     | Johan I van Castilië (1358-1390)    | Johan I van Castilië (1358-1390)    | Johan I van Castilië (1358-1390)            | Johan I van Castilië (1358-1390)            | Johan I van Castilië (1358-1390)            | Johan I van Castilië (1358-1390)            |                                             |                                             |                                    |                                    |                                    |                                    | Eleonora van Aragón (1358-1382) | Eleonora van Aragón (1358-1382) | Eleonora van Aragón (1358-1382) | Eleonora van Aragón (1358-1382) | Eleonora van Aragón (1358-1382)  | Eleonora van Aragón (1358-1382)  |                                  |                                  |                                  |                                  |                                |                                |                                    |                                    |                                    |                                    | Sancho van Castilië (1342-1374)    | Sancho van Castilië (1342-1374)    | Sancho van Castilië (1342-1374)    | Sancho van Castilië (1342-1374)    | Sancho van Castilië (1342-1374)    | Sancho van Castilië (1342-1374)    |                                          |                                          |                                          |                                          |                                          |                                          | Beatrix van Alburquerque (1347—1381) | Beatrix van Alburquerque (1347—1381) | Beatrix van Alburquerque (1347—1381) | Beatrix van Alburquerque (1347—1381) | Beatrix van Alburquerque (1347—1381) | Beatrix van Alburquerque (1347—1381) |                               |                               |                               |                               |  |  |  |  |  |  |  |  |  |  |  |  |  |  |  |  |  |  |  |  |  |  |  |  |  |  |  |  |  |  |  |  |  |  |  |  |  |  |  |  |  |  |  |  |  |  |  |  |
|                                     |                                     |                                     |                                     |                                     |                                     |                                             |                                             |                                             |                                             | Ferdinand I van Aragon (1380-1416)          | Ferdinand I van Aragon (1380-1416)          | Ferdinand I van Aragon (1380-1416) | Ferdinand I van Aragon (1380-1416) | Ferdinand I van Aragon (1380-1416) | Ferdinand I van Aragon (1380-1416) |                                 |                                 |                                 |                                 |                                  |                                  |                                  |                                  |                                  |                                  |                                |                                |                                    |                                    |                                    |                                    |                                    |                                    |                                    |                                    |                                    |                                    | Eleonora Urraca van Castilië (1374-1435) | Eleonora Urraca van Castilië (1374-1435) | Eleonora Urraca van Castilië (1374-1435) | Eleonora Urraca van Castilië (1374-1435) | Eleonora Urraca van Castilië (1374-1435) | Eleonora Urraca van Castilië (1374-1435) |                                      |                                      |                                      |                                      |                                      |                                      |                               |                               |                               |                               |  |  |  |  |  |  |  |  |  |  |  |  |  |  |  |  |  |  |  |  |  |  |  |  |  |  |  |  |  |  |  |  |  |  |  |  |  |  |  |  |  |  |  |  |  |  |  |  |
|                                     |                                     |                                     |                                     |                                     |                                     |                                             |                                             |                                             |                                             | Ferdinand I van Aragon (1380-1416)          | Ferdinand I van Aragon (1380-1416)          | Ferdinand I van Aragon (1380-1416) | Ferdinand I van Aragon (1380-1416) | Ferdinand I van Aragon (1380-1416) | Ferdinand I van Aragon (1380-1416) |                                 |                                 |                                 |                                 |                                  |                                  |                                  |                                  |                                  |                                  |                                |                                |                                    |                                    |                                    |                                    |                                    |                                    |                                    |                                    |                                    |                                    | Eleonora Urraca van Castilië (1374-1435) | Eleonora Urraca van Castilië (1374-1435) | Eleonora Urraca van Castilië (1374-1435) | Eleonora Urraca van Castilië (1374-1435) | Eleonora Urraca van Castilië (1374-1435) | Eleonora Urraca van Castilië (1374-1435) |                                      |                                      |                                      |                                      |                                      |                                      |                               |                               |                               |                               |  |  |  |  |  |  |  |  |  |  |  |  |  |  |  |  |  |  |  |  |  |  |  |  |  |  |  |  |  |  |  |  |  |  |  |  |  |  |  |  |  |  |  |  |  |  |  |  |
|                                     |                                     |                                     |                                     |                                     |                                     |                                             |                                             |                                             |                                             |                                             |                                             |                                    |                                    |                                    |                                    |                                 |                                 |                                 |                                 |                                  |                                  |                                  |                                  |                                  |                                  |                                |                                |                                    |                                    |                                    |                                    |                                    |                                    |                                    |                                    |                                    |                                    |                                          |                                          |                                          |                                          |                                          |                                          |                                      |                                      |                                      |                                      |                                      |                                      |                               |                               |                               |                               |  |  |  |  |  |  |  |  |  |  |  |  |  |  |  |  |  |  |  |  |  |  |  |  |  |  |  |  |  |  |  |  |  |  |  |  |  |  |  |  |  |  |  |  |  |  |  |  |
|                                     |                                     |                                     |                                     |                                     |                                     |                                             |                                             |                                             |                                             |                                             |                                             |                                    |                                    |                                    |                                    |                                 |                                 |                                 |                                 |                                  |                                  |                                  |                                  |                                  |                                  |                                |                                |                                    |                                    |                                    |                                    |                                    |                                    |                                    |                                    |                                    |                                    |                                          |                                          |                                          |                                          |                                          |                                          |                                      |                                      |                                      |                                      |                                      |                                      |                               |                               |                               |                               |  |  |  |  |  |  |  |  |  |  |  |  |  |  |  |  |  |  |  |  |  |  |  |  |  |  |  |  |  |  |  |  |  |  |  |  |  |  |  |  |  |  |  |  |  |  |  |  |
| Alfons V van Aragón (1396-1458)     | Alfons V van Aragón (1396-1458)     | Alfons V van Aragón (1396-1458)     | Alfons V van Aragón (1396-1458)     | Alfons V van Aragón (1396-1458)     | Alfons V van Aragón (1396-1458)     |                                             |                                             | Maria van Aragón (1403-1445)                | Maria van Aragón (1403-1445)                | Maria van Aragón (1403-1445)                | Maria van Aragón (1403-1445)                | Maria van Aragón (1403-1445)       | Maria van Aragón (1403-1445)       |                                    |                                    | Johan II van Aragón (1398-1479) | Johan II van Aragón (1398-1479) | Johan II van Aragón (1398-1479) | Johan II van Aragón (1398-1479) | Johan II van Aragón (1398-1479)  | Johan II van Aragón (1398-1479)  |                                  |                                  | Hendrik van Aragón (1400-1445)   | Hendrik van Aragón (1400-1445)   | Hendrik van Aragón (1400-1445) | Hendrik van Aragón (1400-1445) | Hendrik van Aragón (1400-1445)     | Hendrik van Aragón (1400-1445)     |                                    |                                    | Eleonora van Aragón (1402-1445)    | Eleonora van Aragón (1402-1445)    | Eleonora van Aragón (1402-1445)    | Eleonora van Aragón (1402-1445)    | Eleonora van Aragón (1402-1445)    | Eleonora van Aragón (1402-1445)    |                                          |                                          | Peter van Aragón (1406-1438)             | Peter van Aragón (1406-1438)             | Peter van Aragón (1406-1438)             | Peter van Aragón (1406-1438)             | Peter van Aragón (1406-1438)         | Peter van Aragón (1406-1438)         |                                      |                                      | Sancho van Aragón (1410-1416)        | Sancho van Aragón (1410-1416)        | Sancho van Aragón (1410-1416) | Sancho van Aragón (1410-1416) | Sancho van Aragón (1410-1416) | Sancho van Aragón (1410-1416) |  |  |  |  |  |  |  |  |  |  |  |  |  |  |  |  |  |  |  |  |  |  |  |  |  |  |  |  |  |  |  |  |  |  |  |  |  |  |  |  |  |  |  |  |  |  |  |  |